# キルギスの国章
キルギスの国章（キルギスのこくしょう）は、ソビエト連邦（現:ロシア連邦）からキルギスが分離独立を果たした以後の1994年1月14日に制定された。

## デザイン
キルギスの国章は、銀で彩られた青色の円形を背景としている。
銀で彩られた鷹は、キルギスの州の名が縁取られ、湖・山を図案化した背景に翼を広げている。配色されている水色は、勇気と偉大さを表し、キルギスを称えている。

## 歴史
1991年8月31日に起こったソビエト連邦のクーデターによりキルギスが独立するまでには、国章は現在の物と対照的な物でありソビエト連邦の国章に影響を受けていた。中央周囲に鎌とハンマーがあり、中央に自然の景観が描かれていた。旗の中にはキルギス語とロシア語で、「万国の労働者よ団結せよ」と書かれていた。

キルギス・ソビエト社会主義共和国の国章の原案の一つ
キルギス・ソビエト社会主義共和国の国章（1937年に制定後、微修正されたもの）
1994年から2016年までの国章